# MG 6
MG 6 (укр. ЕмДжі 6) — п'ятимісний седан або ліфтбек класу «E» компанії MG Motor, що виготовляється з 2010 року. Автомобіль в кузові седан розроблений на основі MG 550 і по суті є його дорогою версією, MG 6 в кузові ліфтбек — самостійна розробка.

## Двигуни

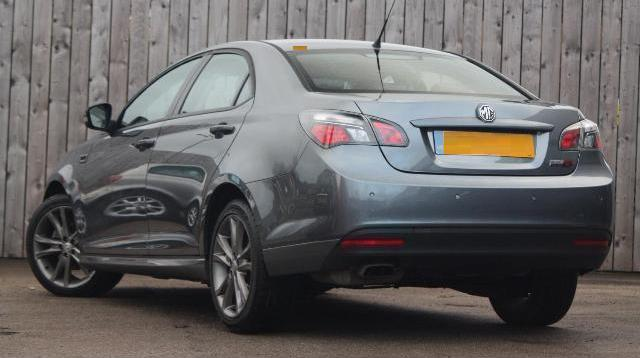
MG 6 седан

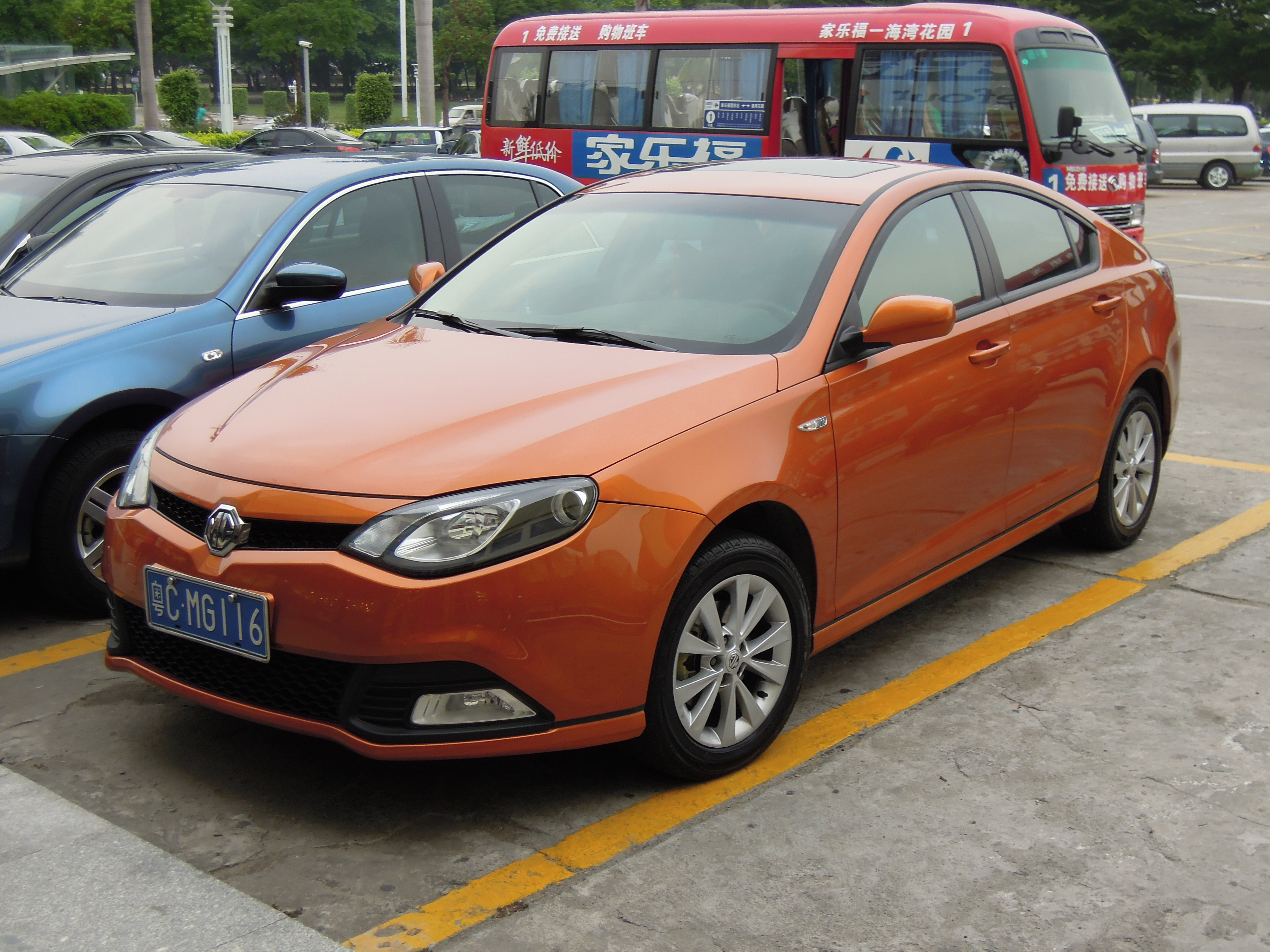
MG 6 ліфтбек в Китаї

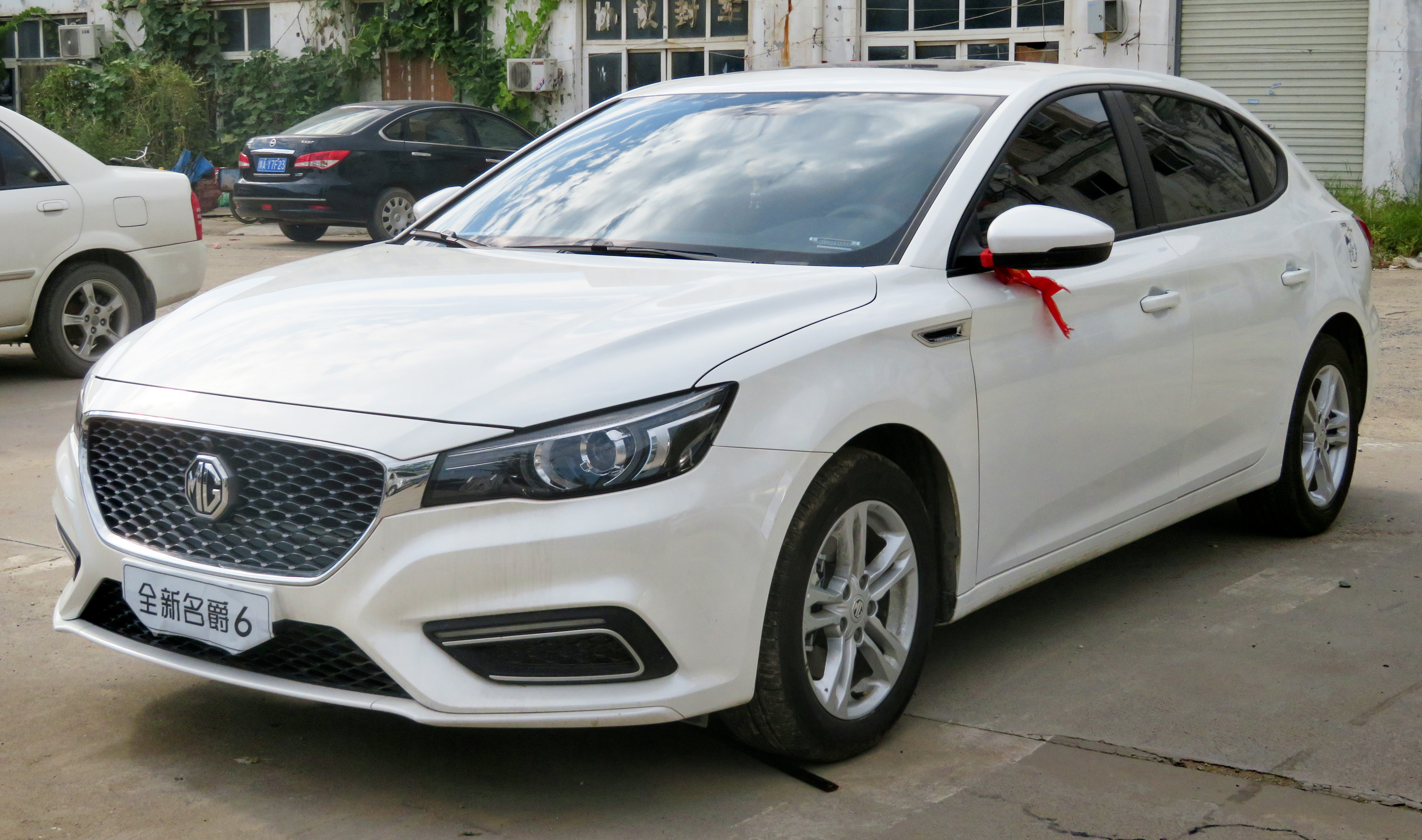
MG 6 ІІ (2017—2020)

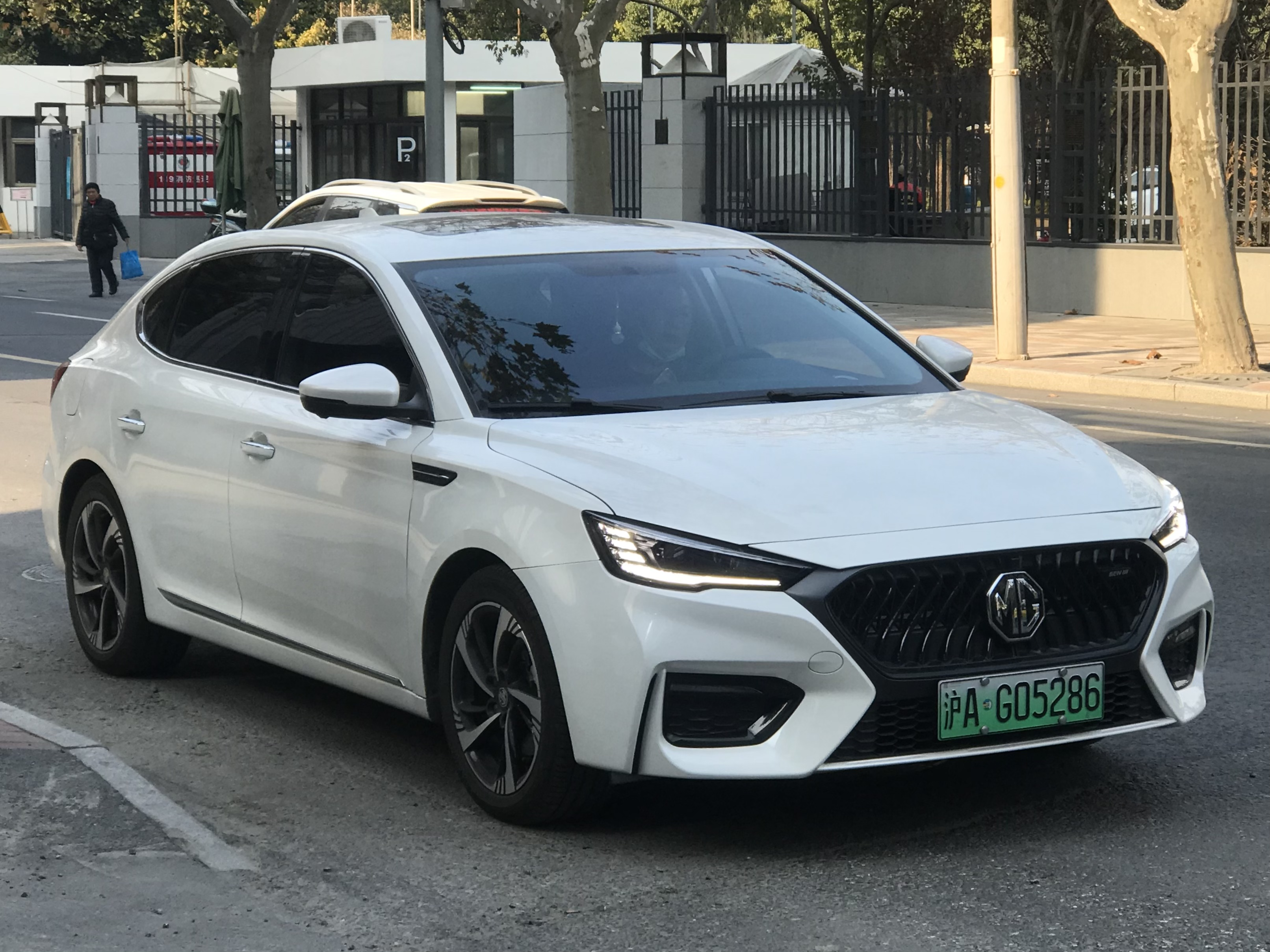
MG 6 ІІ (з 2020)

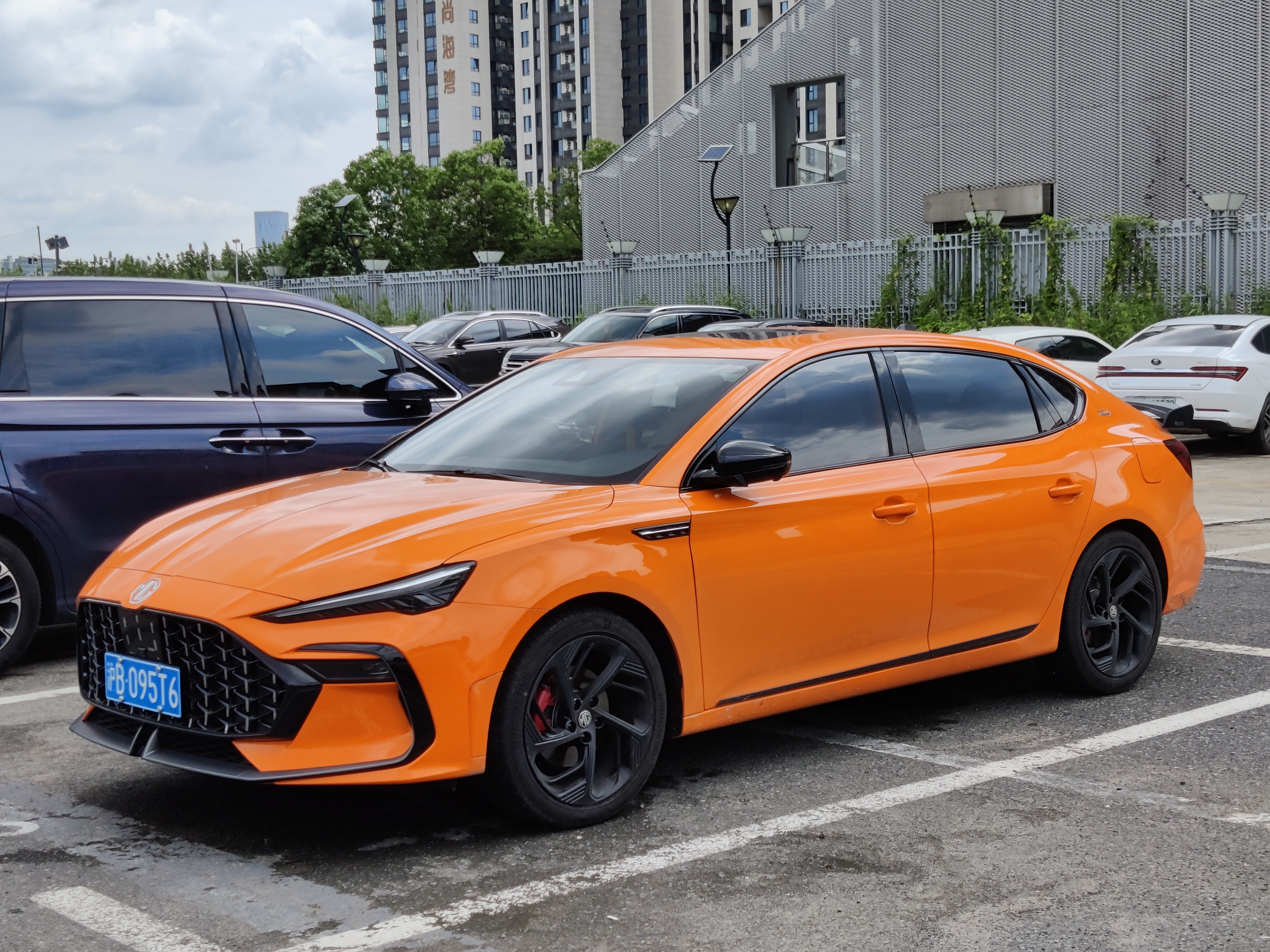
MG 6 Pro

| Модель:                                      | MG6 1.8DVVT                                                       | MG6 1.8T                                                          |
| -------------------------------------------- | ----------------------------------------------------------------- | ----------------------------------------------------------------- |
| Тип двигуна:                                 | Рядний чотирьох-циліндровий двигун з чотирма клапанами на циліндр | Рядний чотирьох-циліндровий двигун з чотирма клапанами на циліндр |
| Об'єм:                                       | 1796 см³                                                          | 1796 см³                                                          |
| Потужність:                                  | 133 к.с. (98 кВт) при 6000 об/хв                                  | 160 к.с. (118 кВт) при 5500 об/хв                                 |
| Крутний момент:                              | 170 Нм при 4500 об/хв                                             | 215 Нм при 2500-4500 об/хв                                        |
| Максимальна швидкість:                       | 188 км/год (185 км/год*)                                          | 205 км/год (205 км/год*)                                          |
| Викиди CO2:                                  | Євро-4                                                            | Євро-4                                                            |
| * з автоматичною коробкою передач Tiptronic. |                                                                   |                                                                   |

## Безпека
| Результати Краш-тесту          |                 |
| Зірки в Euro NCAP з Краш-тесту |                 |
| Пасажири                       | 73 % (26 балів) |
| Безпека дітей                  | 71 % (35 балів) |
| Безпека пішоходів              | 42 % (15 балів) |
| Активна безпека                | 71 % (5 балів)  |

За результатами краш-тестів проведених європейською організацією Euro-NCAP в листопаді 2011 року ліфтбек MG6 отримав чотири зірки за безпеку.
При цьому за захист пасажирів він отримав 26 балів, за захист дітей — 35 балів, за захист пішоходів — 15 балів, а за системи безпеки — 5 балів.

## Ціна
Станом на 22 квітня 2012 року ціна в Україні на автомобіль MG 6 з кузовом ліфтбек стартує з 143 000 грн.

## Рестайлінг 2015
Новий MG6 представлений у двох типах кузова: хетчбек і седан. Були проведені зміни в лінійці двигунів: творці вирішили прибрати зі списку доступних бензинові агрегати, запропонувавши натомість досить ефективний і більш економний турбодизель. MG6 раніше ніколи не займав топових позицій за рівнем продажів, але рестайлінгова версія об'єктивно є більш привабливою за всі попередні і цілком може розраховувати на розширення зацікавленої аудиторії.
У процесі рестайлінгу MG6 в 2015 році були проведені незначні зміни окремих елементів зовнішнього дизайну: оновлена вузька радіаторна решітка з фірмовою восьмикутною емблемою по центру і поліпшені кутові передні фари. Під переднім бампером знаходиться широкий повітрозабірник, обрамлений вигинистими корпусними лініями. Задня частина кузова примітна круто нахиленим вітровим склом, похилим дахом, бампером із сучасним оригінальним оздобленням і оновленими світлодіодними фарами.
У ході останніх оновлень, які мали місце в 2015 році, ручне гальмо було замінено більш зручним електронним. Також, був доданий інтуїтивно зрозумілий 7-дюймовий сенсорний екран інформаційно-розважальної системи під назвою MG Touch. Це досить практичне нововведення, особливо за наявності в автомобілі камери заднього виду.
Для оновленого МГ6 доступний тільки один двигун — 1.9-літровий 4-циліндровий 16-клапанний дизельний агрегат з турбонаддувом і системою безпосереднього вприскування палива. Його потужність становить 148 кінських сил, а крутний момент — 350 Нм при 1800 об/хв. Розгін до 100 км/год займає 8,4 секунди, а максимальна швидкість здатна досягти позначки 193 км/год. Витрата палива в змішаному циклі за офіційними даними становить 4,6 л/100 км, рівень викидів СО2 не перевищує 119 г/км. Трансмісія представлена 6-ступінчастою механічною коробкою передач.